# 破船喷泉

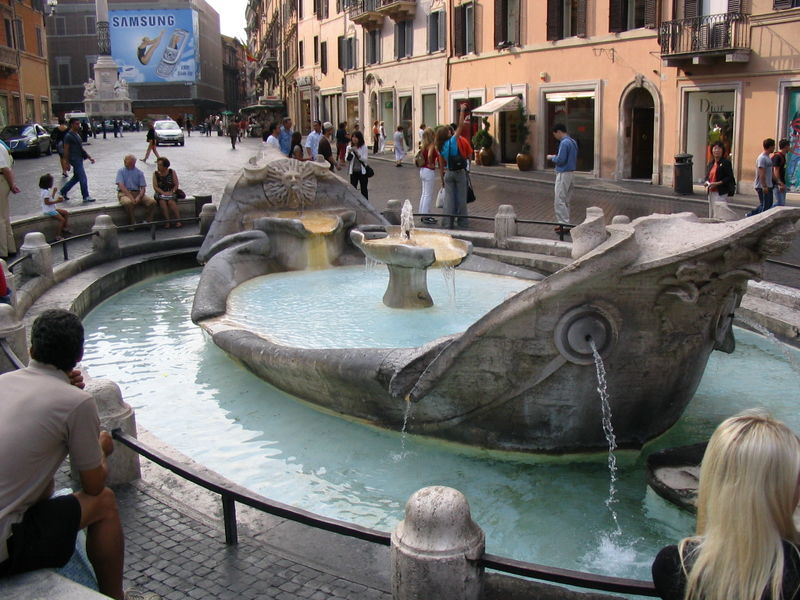
西班牙广场的破船喷泉

破船喷泉（義大利語：Fontana della Barcaccia）是意大利罗马的一个淡水喷泉，巴洛克式，位于西班牙阶梯下面的西班牙广场。教宗烏爾巴諾八世在1598年台伯河洪水后下令建造，彼得·貝尼尼和济安·贝尼尼父子最终在1627年将其完成。 

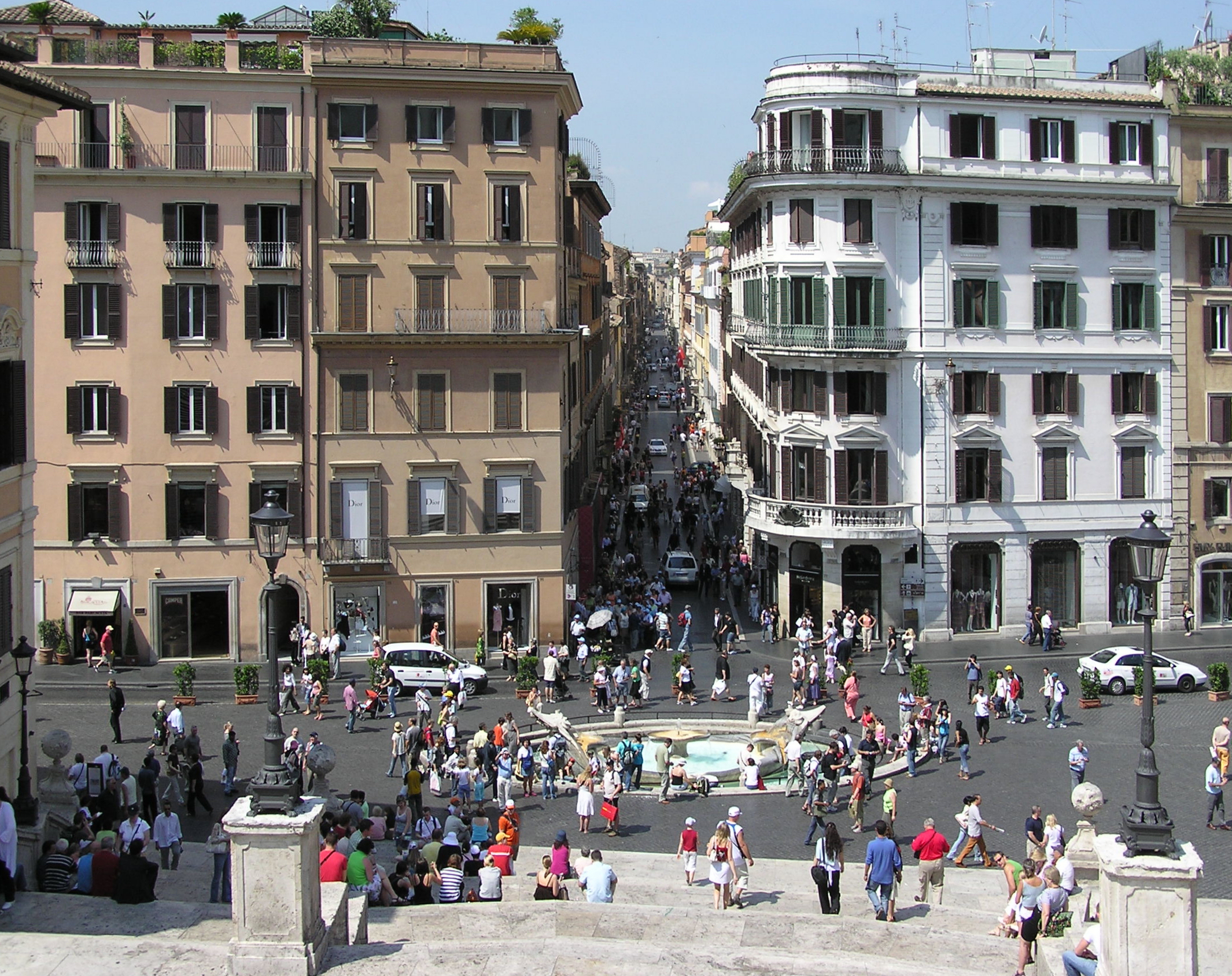
从西班牙阶梯顶部看喷泉

廣場中央的破船噴泉，則是16世紀的作品，由教宗巴貝尼尼烏巴諾八世委託貝尼尼所做的，為廣場增加了歡樂和流動感。
優雅的破船噴泉其實是貝尼尼的父親彼得·貝尼尼改建的。原先的噴泉小小的並不起眼，而且水壓小的緣故，所以就連噴泉的水都是細細小小的，彼得將原來的噴泉外圍作了一條半淹在水池中的船，噴泉的水於是先流入破船，再從船的四邊慢慢溢出，加上整座噴泉幾乎只和街面一般高，感覺就真的很像是漏水的船即將沉入地底下。 
英国诗人约翰·济慈去世前选择在喷泉旁住宅居住。